# 元朗

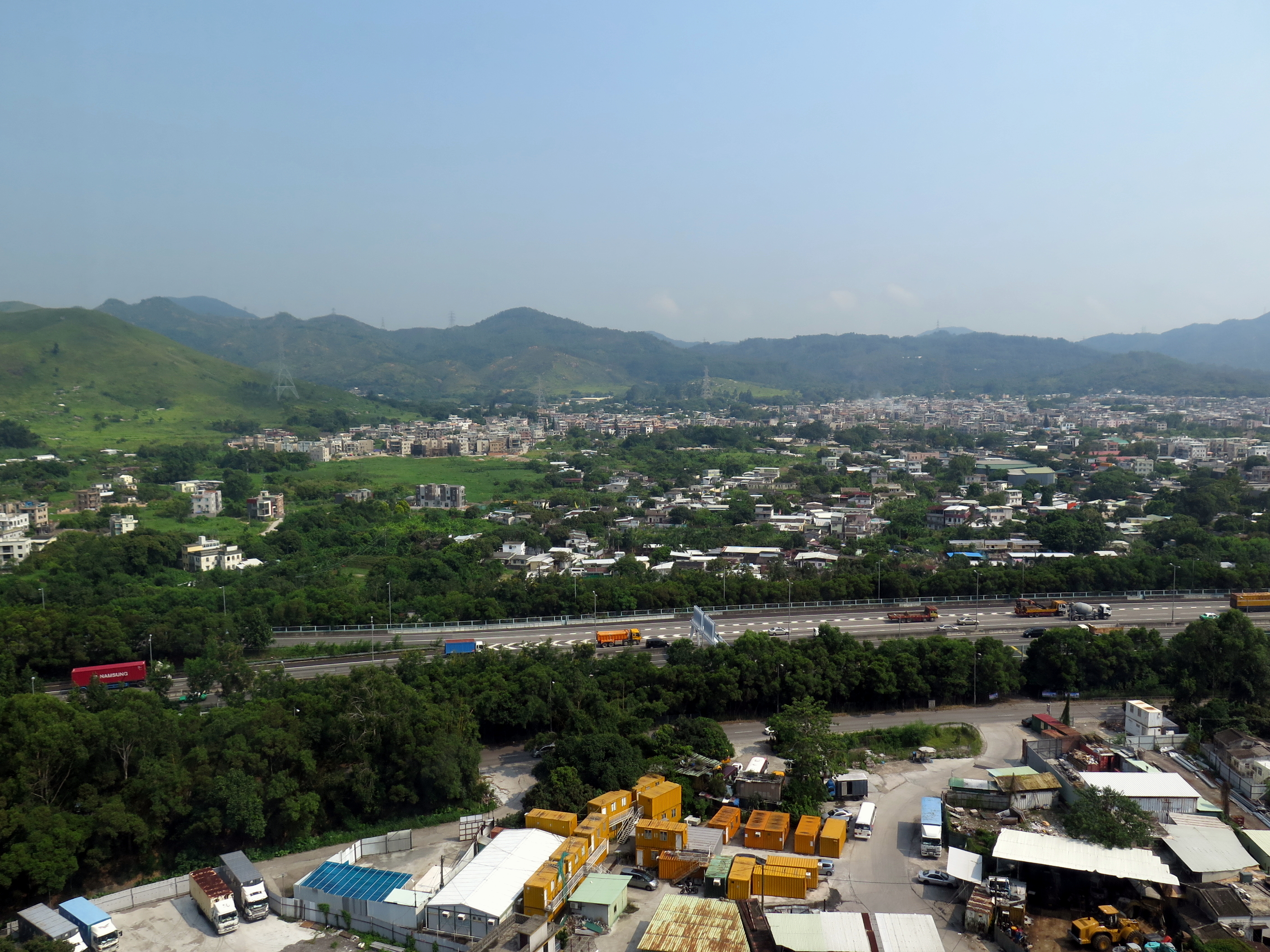
十八鄉一帶的貨櫃場及低密度房屋

元朗，根據《新安縣志》或其他古地圖最先是寫作圓蓢，然後變成元塱，再變成今日的寫法。「圓」是完整、豐滿的意思，「塱」則是開朗的土地或是高起之江岸。元朗是指給左起凹頭的蠔殼山，右至屯門的大頭山的一連串山丘，像一個圓圈地圍繞著的平地，從字面上推測，古時元朗是一塊水源充足的沼澤低地。

## 氣候
| 元朗 (1992-2012)  | 元朗 (1992-2012) | 元朗 (1992-2012) | 元朗 (1992-2012) | 元朗 (1992-2012) | 元朗 (1992-2012) | 元朗 (1992-2012) | 元朗 (1992-2012) | 元朗 (1992-2012) | 元朗 (1992-2012) | 元朗 (1992-2012) | 元朗 (1992-2012) | 元朗 (1992-2012) | 元朗 (1992-2012) |
| 月份              | 1月              | 2月              | 3月              | 4月              | 5月              | 6月              | 7月              | 8月              | 9月              | 10月             | 11月             | 12月             | 全年             |
| ----------------- | ---------------- | ---------------- | ---------------- | ---------------- | ---------------- | ---------------- | ---------------- | ---------------- | ---------------- | ---------------- | ---------------- | ---------------- | ---------------- |
| 平均高温 °C（°F） | 19.2 (66.6)      | 19.1 (66.4)      | 21.8 (71.2)      | 25.5 (77.9)      | 29.0 (84.2)      | 30.8 (87.4)      | 31.8 (89.2)      | 31.7 (89.1)      | 30.8 (87.4)      | 28.4 (83.1)      | 24.7 (76.5)      | 21.0 (69.8)      | 26.2 (79.2)      |
| 日均气温 °C（°F） | 15.5 (59.9)      | 15.8 (60.4)      | 18.6 (65.5)      | 22.4 (72.3)      | 26.0 (78.8)      | 28.0 (82.4)      | 28.7 (83.7)      | 28.7 (83.7)      | 27.7 (81.9)      | 24.9 (76.8)      | 20.9 (69.6)      | 17.1 (62.8)      | 22.9 (73.2)      |
| 平均低温 °C（°F） | 11.8 (53.2)      | 12.5 (54.5)      | 15.4 (59.7)      | 19.4 (66.9)      | 23.1 (73.6)      | 25.2 (77.4)      | 25.7 (78.3)      | 25.7 (78.3)      | 24.6 (76.3)      | 21.4 (70.5)      | 17.2 (63.0)      | 13.2 (55.8)      | 19.6 (67.3)      |
| 平均降水量 mm（） | 27 (1.1)         | 45 (1.8)         | 71 (2.8)         | 159 (6.3)        | 263 (10.4)       | 327 (12.9)       | 320 (12.6)       | 336 (13.2)       | 225 (8.9)        | 96 (3.8)         | 36 (1.4)         | 28 (1.1)         | 1,933 (76.1)     |
| [ 來源請求 ]      |                  |                  |                  |                  |                  |                  |                  |                  |                  |                  |                  |                  |                  |

## 歷史
元朗自新石器時代已有人居住，不過現有的原居民大族主要為北宋時期南移的鄧氏（現時分佈在屏山、厦村及錦田一帶）及南宋末文天祥堂弟文天瑞後裔的文氏（現時分佈在新田及落馬洲一帶），亦有部分其他姓氏的原居民。其中北宋南下的是江西吉水人，是香港元朗區香港新界鄧氏的四世祖。而香港新界文氏始祖文天瑞是文天祥的堂弟，七世祖文世歌從屯門遷至新田立村，是江西吉安人。
元朗居民過去主要以務農為生，亦有漁業和生產鹽與珍珠。元朗過去盛產稻米，當地生產的「元朗絲苗」曾是香港人最愛的米食，主要供應上水和沙頭角，甚至遠銷至南洋。明朝嘉靖年間，由於南頭一帶發生饑民搶米暴動，眾多鄉紳請求在當地建縣。因此明朝政府於萬曆元年從東莞縣劃出56里、7,608戶，共33,791人，成立新安縣，縣治設在南頭。自此由明神宗萬曆元年（1573年）起，到清德宗光緒二十四年（1898年）成為英國殖民地為止，元朗地區一直屬廣州府新安縣管轄，此前清初為對付鄭成功而實施的海禁和遷界政策一度使元朗變得荒涼。
古時疍家（水上人）在元朗山貝河上游，大旗嶺一棵大樹旁邊建一小廟，以祭祀天后；這就是今天十八鄉大旗嶺大樹下天后廟的起源。由於該廟居於一棵方圓數百尺、濃蔭蔽日的大樹之下，故得此名，古時疍家漁船從橫洲一帶沿河直入，經過蜿蜒的山貝河，小艇可以達到今大樹下的位置。大樹下天后廟曾多次重修：清朝咸豐、光緒時和1962年颱風溫黛襲港後各大修一次。大樹西面是蛋家灣，本是一片廣闊的沙灘；而東面是蛋家埔。後來由於人口和商業活動增多，元朗舊墟的前身大橋墩墟在下游成立。《新安縣志》中清楚紀錄「大橋墩墟：附峰 圓蓢」。
關於元朗墟的歷史，請參見元朗墟

## 地理
元朗位於香港新界的西北部，香港市區之西北方距離約20至25公里，深圳后海灣以南的一片廣闊平原。元朗（以元朗市為主）是元朗平原的主要部分，大致位於山貝河沿岸的已建區，西北面是天水圍及流浮山，西接屏山、洪水橋及厦村，西南達屯門區，南抵十八鄉及大棠一帶，東南靠香港最高山峰大帽山及大欖郊野公園的山谷，東臨錦田、八鄉，東北往上水方向可達新田、米埔、錦繡花園及落馬洲，北面則是橫洲及南生圍一帶漁塘和濕地。
值得一提的是，香港有七成土地是山地丘陵，不過元朗則有一片廣闊的平原，得天獨厚。

## 對外交通
由於地理上的阻隔，過去由元朗來往九龍市區，一是取道狹窄的青山公路，繞經屯門、深井和荃灣；二是取道荃錦公路，從八鄉蜿蜒越過大帽山，當年從元朗來往市區好比長征，行車時間以小時計；至1980年代，屯門公路全線通車，仍不免要繞經屯門。踏入1990年代初，因屯門公路經常擠塞，而荃灣路、西九龍走廊、紅磡海底隧道的擠塞亦不遑多讓；前往市區的一條相對暢通的路徑，就是取道新田公路、粉嶺公路、吐露港公路再過獅子山隧道或大老山隧道 ，全程繞經新界東的上水、大埔及沙田，路途遙遠，行車時間仍需逾一小時。
直到1998年5月，三號幹綫正式通車，再配合汀九橋、西九龍公路及西區海底隧道，來往九龍、港島和香港國際機場的路程大大縮短，巴士路綫版圖大幅擴張，同樣亦減輕大老山隧道、東隧等交通要道的流量負荷；再加上2003年12月九廣西鐵（今「屯馬綫」）正式啟用，2009年西鐵線更延長至紅磡站。在2000年代的十年之內，元朗交通大大改善，進出九龍市區車程大幅縮短至半個小時。
此外元朗有「香港大西北」的稱號，鄰近深圳市的福田區及南山區，區內乘搭過境巴士B1及B2巴士，約廿分鐘可到達陸路邊境的福田口岸及深圳灣口岸，十分方便。

## 市中心

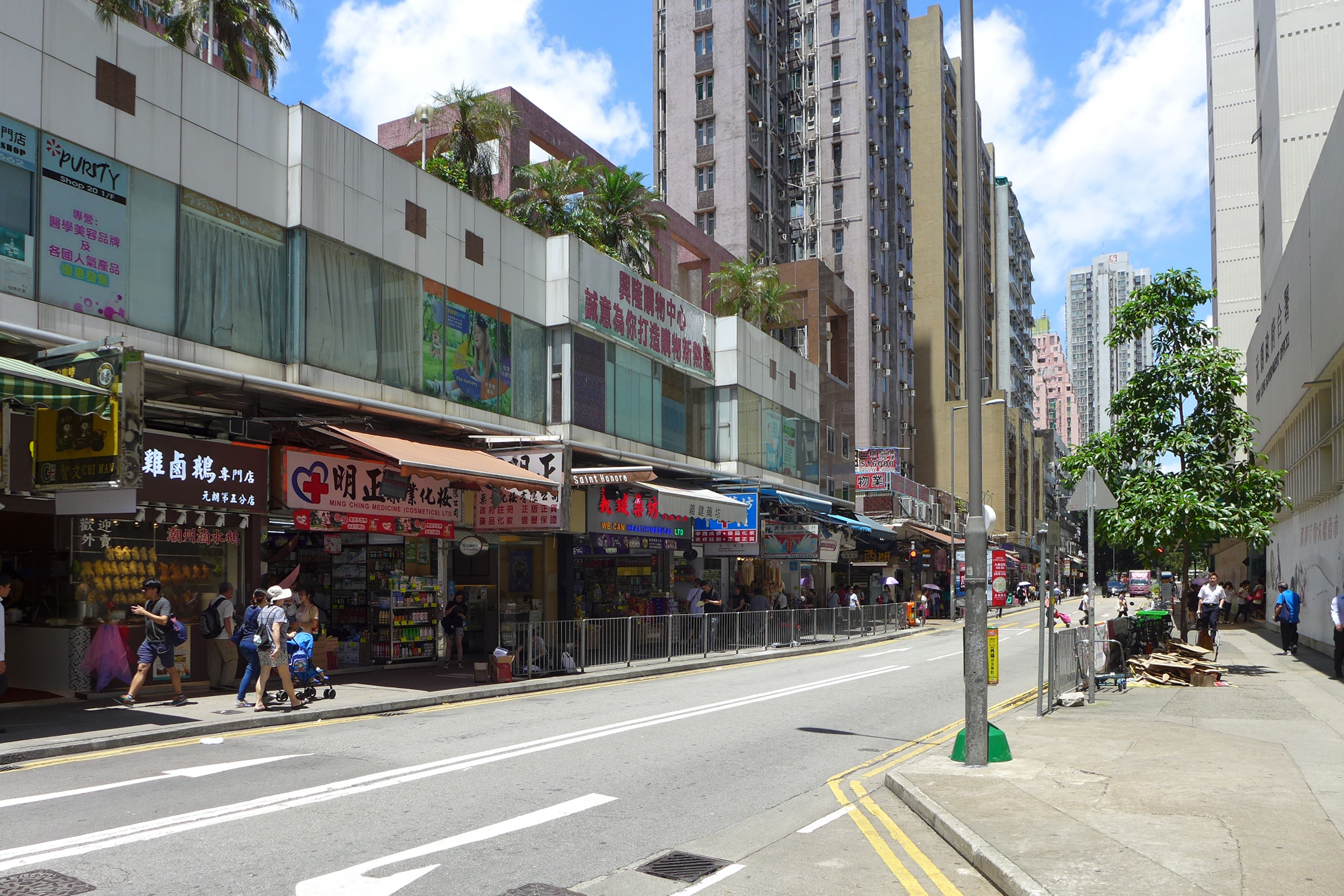
壽富街一帶的藥房

現時元朗的區域中心位於青山公路－元朗段（慣稱「元朗大馬路」）兩側的已發展區，通稱元朗市中心或元朗市。該處是元朗最繁盛的地方，商業活動頻繁，是元朗新市鎮的核心部分，亦是區內的交通樞紐。著名街道有安寧路、教育路和又新街（又稱元朗食街）。恆香老婆餅是知名的地道食品。
隨著元朗南的發展，元朗的範圍還在擴展中。不過約定俗成的「元朗市中心」，仍是指元朗大馬路、教育路、大棠路、谷亭街和安寧路沿線，有時加上朗屏邨及西鐵綫元朗站一帶。而元朗工業邨、元朗東雞地、元朗西元朗公園一帶，以及元朗南的新發展區，雖然算是「元朗新市鎮」的構成部份，但一般不會視為「市中心」。
除了元朗市中心外，另外也有一些次區域中心，例如天水圍新市鎮、洪水橋、屏山、流浮山、廈村、大棠、元朗工業邨和錦田市等。

## 新市鎮發展
早於1970年代，香港政府把元朗一些地方發展為新市鎮。按照官方的劃分方式，元朗新市鎮的範圍大致被東面和南面的元朗公路、西面的朗天路、西北面媽橫路及北面的元朗安樂路包圍，即西至元朗公園及水邊圍邨，北達朗屏站一帶，東臨雞地及元朗站一帶，南抵十八鄉馬田村及大旗嶺附近數個低密度私人屋苑，現時人口超過20萬。

## 校網
以下為屬於元朗校網的學校：

### 中學
1. 中華基督教青年會中學：新界元朗天水圍第 102 區第 6 期（2 號校舍天富苑）
2. 賽馬會萬鈞毅智書院：新界天水圍天榮路 5 號
3. 伊利沙伯中學舊生會中學：新界元朗天水圍天城路 18 號
4. 伊利沙伯中學舊生會湯國華中學：新界元朗天水圍天華路 57 號
5. 順德聯誼總會翁祐中學：新界元朗天水圍天恒邨
6. 天主教崇德英文書院：新界元朗洪水橋洪德路一號
7. 基督教香港信義會元朗信義中學：新界元朗天水圍天耀邨第二期
8. 香港管理專業協會羅桂祥中學：新界元朗天水圍天柏路 26 號
9. 圓玄學院妙法寺內明陳呂重德紀念中學：新界元朗天水圍天瑞邨第一期
10. 博愛醫院鄧佩瓊紀念中學：新界元朗朗屏邨第三期
11. 天水圍官立中學：新界天水圍天耀邨第二期
12. 天水圍循道衛理中學：新界天水圍第 102 區第四期（天富苑）
13. 東華三院盧干庭紀念中學：新界元朗朗屏邨第三期
14. 東華三院馬振玉紀念中學：新界元朗坳頭友善街
15. 東華三院郭一葦中學：新界元朗天水圍聚星路 3 號
16. 元朗天主教中學：新界元朗青山公路 201 號水邊圍邨
17. 元朗商會中學：新界元朗豐年路 20 號
18. 天主教培聖中學：新界元朗天水圍天河路 9 號
19. 可道中學（嗇色園主辦）：新界元朗洪水橋洪順路 11 號
20. 基督教香港信義會宏信書院：新界元朗馬田欖口村路 25 號

### 小學
1. 光明英來學校：資助小學
2. 鐘聲學校：資助小學
3. 聖公會靈愛小學：資助小學，宗教為基督教
4. 順德聯誼總會伍冕端小學：資助小學
5. 激活英文小學：私立小學，宗教為基督教
6. 惇裕學校：資助小學
7. 元朗寶覺小學：資助小學，宗教為佛教
8. 天水圍循道衛理小學：資助小學，宗教為基督教
9. 中華基督會元朗真光小學：資助小學，宗教為基督教
10. 金巴侖長老會耀道小學：資助小學，宗教為基督教

### 幼稚園
1. 元朗浸信會幼兒園：提供多元化的學習活動，注重孩子的品德和智力發展。
2. 天水圍循道衛理幼兒園：以基督教精神為教育理念，培養孩子的良好習慣和社交能力。
3. 香港神託會元朗幼兒學校：提供全面的幼兒教育課程，包括語言、數學、藝術等方面的培訓。
4. 伊利沙伯中學舊生會湯國華幼兒園：秉承中學的教育傳統，注重孩子的個性發展和綜合素質培養。

## 重大事件

### 2019年7月元朗襲擊事件
2019年7月21日晚上約10時至翌日凌晨時份，在元朗的元朗站有大量具鄉事白衣男子，手持武器針對在車站一帶及鄰近購物中心的市民進行無差別的襲擊，最少有45人須入院治療。

## 資料來源
1. 1 2 3 4  蔡兆浚. . www.hkcd.com.hk. 2024-02-06. （原始内容存档于2024-05-20）.
2. 1 2  . 立場新聞 Stand News.   [2019-07-23]. （原始内容存档于2020-11-09） （英语）.

## 外部連結
- 航拍元朗紀錄
- 元朗網站 Yuen Long Special（页面存档备份，存于）
- 元朗區議會選區分界圖（页面存档备份，存于） - 選舉管理委員會
- 元朗區議會
- YouTube上的元朗的日與夜 Yuen Long: Day and Night
- 綠在元朗的Facebook專頁